# Aedes josiahae
Aedes josiahae är en tvåvingeart som beskrevs av Huang 1988. Aedes josiahae ingår i släktet Aedes och familjen stickmyggor.
Artens utbredningsområde är Tanzania. Inga underarter finns listade i Catalogue of Life.